# Smeringopus sambesicus
Smeringopus sambesicus là một loài nhện trong họ Pholcidae. Loài này được phát hiện ở Rwanda và Malawi.